# Uganda ai Giochi olimpici
L'Uganda ha partecipato per la prima volta ai Giochi olimpici nel 1956.
Gli atleti ugandesi hanno vinto complessivamente 13 medaglie ai Giochi olimpici estivi, di cui cinque d'oro nell'atletica leggera. Non hanno mai partecipato ai Giochi olimpici invernali.
Il Comitato Olimpico Ugandese, creato nel 1950, venne riconosciuto dal CIO nel 1956.

## Medaglieri

### Medaglie alle Olimpiadi estive
| Giochi                 | Oro              | Argento          | Bronzo           | Totale           |
| ---------------------- | ---------------- | ---------------- | ---------------- | ---------------- |
| Melbourne 1956         | 0                | 0                | 0                | 0                |
| Roma 1960              | 0                | 0                | 0                | 0                |
| Tokyo 1964             | 0                | 0                | 0                | 0                |
| Città del Messico 1968 | 0                | 1                | 1                | 2                |
| Monaco di Baviera 1972 | 1                | 1                | 0                | 2                |
| Montréal 1976          | non partecipante | non partecipante | non partecipante | non partecipante |
| Mosca 1980             | 0                | 1                | 0                | 1                |
| Los Angeles 1984       | 0                | 0                | 0                | 0                |
| Seul 1988              | 0                | 0                | 0                | 0                |
| Barcellona 1992        | 0                | 0                | 0                | 0                |
| Atlanta 1996           | 0                | 0                | 1                | 1                |
| Sydney 2000            | 0                | 0                | 0                | 0                |
| Atene 2004             | 0                | 0                | 0                | 0                |
| Pechino 2008           | 0                | 0                | 0                | 0                |
| Londra 2012            | 1                | 0                | 0                | 1                |
| Rio de Janeiro 2016    | 0                | 0                | 0                | 0                |
| Tokyo 2020             | 2                | 1                | 1                | 4                |
| Parigi 2024            | 1                | 1                | 0                | 2                |
| Totale                 | 5                | 5                | 3                | 13               |

### Medaglie per disciplina

#### Olimpiadi estive
| Sport            | Oro | Argento | Bronzo | Totale |
| ---------------- | --- | ------- | ------ | ------ |
| Atletica leggera | 5   | 2       | 2      | 9      |
| Pugilato         | 0   | 3       | 1      | 4      |
| Totale           | 4   | 4       | 3      | 11     |

### Medagliati
| Medaglia | Atleta            | Edizione               | Sport            | Evento                 |
| -------- | ----------------- | ---------------------- | ---------------- | ---------------------- |
| Oro      | John Akii-Bua     | Monaco di Baviera 1972 | Atletica leggera | 400m ostacoli maschili |
| Oro      | Stephen Kiprotich | Londra 2012            | Atletica leggera | Maratona maschile      |
| Oro      | Peruth Chemutai   | Tokyo 2020             | Atletica leggera | 3000m siepi femminili  |
| Oro      | Joshua Cheptegei  | Tokyo 2020             | Atletica leggera | 5000m piani maschili   |
| Oro      | Joshua Cheptegei  | Parigi 2024            | Atletica leggera | 10000m piani maschili  |
| Argento  | Eridadi Mukwanga  | Città del Messico 1968 | Pugilato         | Pesi Gallo             |
| Argento  | John Mugabi       | Mosca 1980             | Pugilato         | Pesi Welter            |
| Argento  | Leo Rwabdogo      | Monaco di Baviera 1972 | Pugilato         | Pesi Mosca             |
| Argento  | Joshua Cheptegei  | Tokyo 2020             | Atletica leggera | 10000m piani maschili  |
| Argento  | Peruth Chemutai   | Parigi 2024            | Atletica leggera | 3000m siepi femminili  |
| Bronzo   | Leo Rwabdogo      | Città del Messico 1968 | Pugilato         | Pesi Mosca             |
| Bronzo   | Davis Kamoga      | Atlanta 1996           | Atletica leggera | 400m piani maschili    |
| Bronzo   | Jacob Kiplimo     | Tokyo 2020             | Atletica leggera | 10000m piani maschili  |